# آدی‌اف

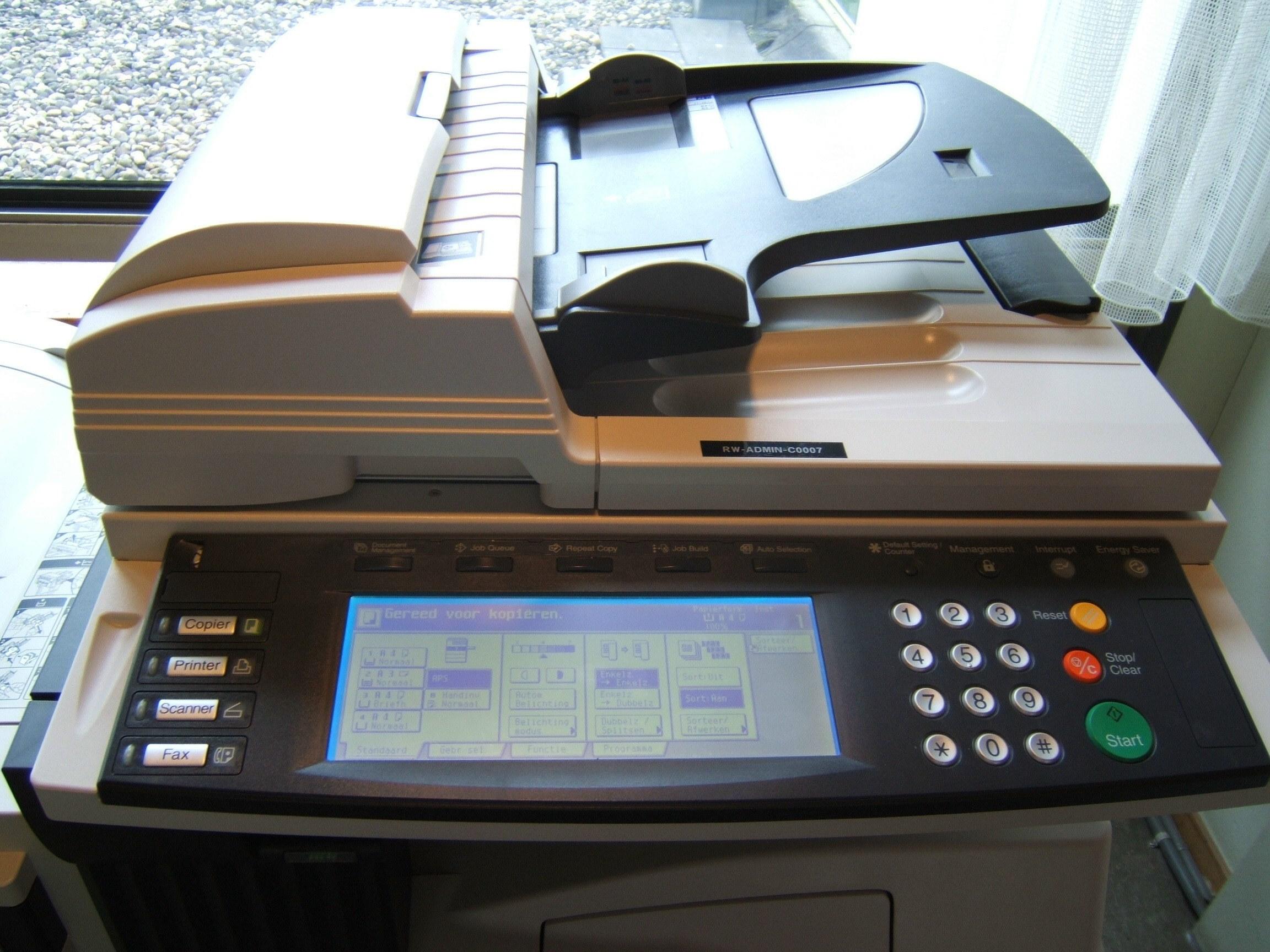
نمونه یک ADF که روی یک اسکنر کار می‌کند

آدی‌اف (به انگلیسی: ADF) که مختصر شده (به انگلیسی: Automatic Document Feeder) است یک بخش یا قطعه در پرینترهای چند کاره، دستگاه‌های فتوکپی یا اسکنرهای اسناد و اداری است که می‌تواند یک دسته برگه را به صورت خودکار و پیاپی اسکن، فکس یا کپی کند و نیازی نیست که کاربر پس از اسکن، کپی یا فاکس هر برگه، برگه جدید را جایگزین برگه قبلی نماید.
به عبارت دیگر برای اینکه بدانیم فیدر خودکار کاغذ چیست و چه کاربردی دارد، یک مثال کاربردی می‌زنیم. فرض کنید می‌خواهید تعداد زیادی اسناد و مدارک را با سرعت بالا پرینت، کپی، اسکن و یا فکس کنید. همچنین امکان دارد بخواهید این مدارک به صورت پشت و رو اسکن شوند. اگر این کارها را به صورت تکی انجام دهیم، هم وقت‌گیر است و هم برای انجام آن به توان و حوصله زیادی نیاز داریم. قبلاً این کارها به کندی انجام می‌شد و بسیار خسته‌کننده بود ولی با وجود بخش ADF این کار آسان شده است.
ADF یک قطعه سخت‌افزاری است که بر روی پرینترها، اسکنرهای اسناد و دستگاه‌های کپی قرار گرفته و تعبیه می‌شود. این قطعه دارای یک سینی برای قرارگیری کاغذ است که ظرفیت محدودی دارد. به طور معمول، این ظرفیت در دستگاه‌های مختلف، بین بیست تا پنجاه برگه کاغذ را در برمی‌گیرد.
کاربردی که باید در پرینترهای چند منظوره مورد توجه قرار دهیم، یک رو و یا دورو بودن ADF است. در دستگاه تغذیه دورو ابتدا یک سمت اسکن شده و پس از آن دستگاه به طور خودکار تمامی برگه‌ها را به فرم پشت و رو تغییر داده و طرف دوم را نیز اسکن می‌کند. این کار برای هر تعداد برگه که فرمان داده‌اید به همین شکل و اتوماتیک انجام می‌شود.
نوع پیشرفته تر این دستگاه DADF و RADF است که در آنها ۲ روی برگه به صورت اتوماتیک اسکن یا فکس می‌شود. این اصطلاح در دستگاه‌های فتوکپی و چاپگر رایانه (به انگلیسی: Printer) کاربرد دارد.
در نوع RADF پس از اینکه یکرو اسکن شد دوباره کاغذ به داخل اسکر برده می‌شود تا روی دیگر کاغذ اسکن شود. در نوع DADF وجود دو اسکنر در دوطرف ای دی اف باعث می‌شود تا کاغذ با یکبار حرکت از هر دو طرف اسکن شود.